# Lake Norman
Lake Norman wurde zwischen 1959 und 1964 im Rahmen der Errichtung des Staudamms Cowans Ford Dam von dem Energieversorger Duke Power geschaffen und ist der größte von Menschenhand geschaffene See im Bundesstaat North Carolina in den Vereinigten Staaten von Amerika. Der See wird vom Catawba River gespeist und wurde nach dem früheren Präsidenten der Duke Power Norman Cocke benannt. Die Küstenlinie ist 867 km lang, die Oberfläche mehr als 80 km² groß.
Lake Norman versorgt die Piedmont Region der beiden Carolinas, North und South Carolina mit Strom. Die Wasserkraftwerke und Pumpstationen in Cowans Ford versorgen die Kraftwerke Marshall Steam Station und McGuire Nuclear Station mit Kühlwasser um deren Turbinen zu kühlen. Der See versorgt Lincoln County, Mooresville, Charlotte und andere Gemeinden in Mecklenburg County, beispielsweise Davidson und Huntersville mit Trinkwasser.
Gemeinsam mit dem Staat North Carolina richtete Duke Power am Ufer des Sees den Lake Norman State Park ein, außerdem wurden zwei Angelreviere und acht Anlegestellen für die Boote am Ufer des Sees angelegt. Die eine Uferseite wird von Mecklenburg County und die andere Seite von Iredell County verwaltet, die die Gebiete geleast haben. Beliebte Fischarten für das Sportangeln am See sind vor allem Welse und Barschartige. Im Lake Norman soll auch das Seeungeheuer „Normie“ mit vielen berichteten Sichtungen hausen.
Der See ist für die Ökonomie der Region von großer Bedeutung, viele Gemeinden um den See haben Ferienanlagen und Wohnanlagen am Ufer errichtet, die viele Menschen anziehen. Viele ursprünglich landwirtschaftlich genutzte Gebiete wurden in Wohngebiete umgewandelt, Charlottes Vorstadtzone reicht bis an das südliche Ende des Sees. Darüber hinaus ist der See einer der Austragungsorte der Schnellbootrennen der International Jet Sport Boats Association (IJSBA). Eines der für die jährliche Organisation mitverantwortlichen Rennteams hat seinen Sitz in Mooresville.
Im November 2007 litt das Einzugsgebiet des Catawba River, wie weite Teile der Südstaaten unter einer extremen Dürre mit weitreichenden Konsequenzen für die Gesundheit des wichtigsten Zuflusses des Sees.